# Bulbophyllum phreatiopse
Bulbophyllum phreatiopse är en orkidéart som beskrevs av Jaap J. Vermeulen. Bulbophyllum phreatiopse ingår i släktet Bulbophyllum och familjen orkidéer. Inga underarter finns listade i Catalogue of Life.